# Aeroporto Alberto Carnevalli
O Aeroporto Alberto Carnevalli (IATA: MRD, ICAO: SVMD) é um aeroporto comercial e público de tipo nacional localizado na cidade de Mérida, Venezuela. O nome foi atribuído em homenagem ao trabalho desempenhado pelo advogado e político Alberto Carnevalli.

## Acidentes e incidentes
Em 21 de fevereiro de 2008, o voo Santa Bárbara Airlines 518, um ATR 42-300 com propulsão turbo-hélice combinada, com destino a Caracas, chocou-se com uma montanha, pouco depois da decolagem de Carnevalli, matando todas as 46 pessoas a bordo. A causa do acidente está sob investigação.